# Foky Ferenc (királyi testőr)
Foky Ferenc (Rábahídvég, Vas vármegye, 1742. július 29.–Bécs, Osztrák Hercegség, 1773. december 8.), királyi testőr, főhadnagy.

## Élete
A Zala- és Vas megyei nemesi Foky család leszármazottja. Apja nemes Foky László (1687–1762), rábahídvégi, bázai birtokos, anyja hertelendi Hertelendy Terézia úrnő volt. Apai nagyszülei nemes Foky János (fl. 1697–1729) (†1729), Vas vármegye alispánja 1724 és 1729 között, zalai és vasi földbirtokos, a keszői vár kapitánya és kisbarnaki Farkas Judit (fl. 1687–1702) asszony voltak. Anyai nagyszülei hertelendi Hertelendy Boldizsár, földbirtokos és koronghi Lippics Erzsébet (1671–1751) voltak. Az apai nagyapjának, Foky János alispánnak, a nagybátyja Foky Dániel (1626–1695), 1688 és 1691 között Bécs városának a polgármestere. Foky Ferencnek a nagybátyja nemes Foky Benedek (1697-†?), vasvári olvasókanonok, tatai apát; nagynénje Foky Judit (1700–†?), akinek a férje nemes Sümeghy Mihály (fl. 1716–1727), Zala vármegye főjegyzője, földbirtokos volt; Sümeghy Mihályné Foky Judit a tekintélyes zalamegyei lovászi és szentmargitai Sümeghy család alapító nagyasszonya volt. Fivére Foky József (1736–1803), vasi szolgabíró. Unokaöccse báró Foky Zsigmond (1770–1823) huszár őrnagy, Katonai Mária Terézia-rend lovagja, birtokos volt.
A fiatal Foky Ferenc Vas vármegye ajánlatára a királyi testőrséghez került 1765. április 13-án. 1772-ben beosztották a pozsonyi testőrkülönítménybe, ahol hét évi szolgált. Ezután, 1772. szeptember 12-én, főhadnagyi ranggal egyik lovasezredhez való beosztását kérte. Ezért 1773. március 8-án az 5. (Kinsky) könnyű lovasezredhez helyezték át, azonban egy utóbbi, március 14-i rendelkezés folytán, mégis a gárdánál maradt.
Igen fiatal korában, 31 évesen, 1773. december 8-án Bécsben hunyt el feleség és gyermekek nélkül.